# Cornelis Bloemaert II

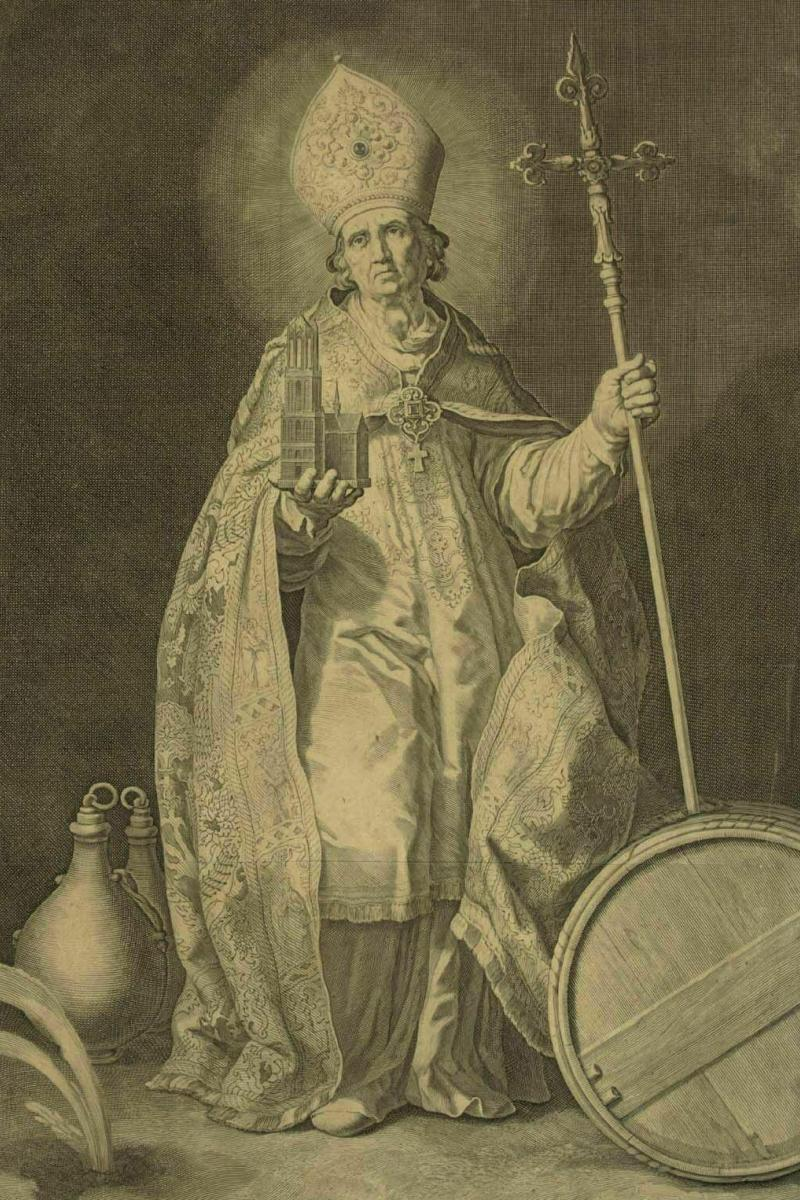
De Heilige Willibrord, door Cornelis Bloemaert, 1630

Cornelis Abrahamsz. Bloemaert II (Utrecht, ca. 1603 – Rome, 28 september 1692) was een Nederlands kunstschilder en graveur tijdens de Gouden Eeuw die met name bekendheid verwierf door zijn reproductieprenten. Hij is de kleinzoon van bouwmeester Cornelis Bloemaert I (ca. 1540-1593).

## Biografie
Hij werd geboren als tweede zoon van zijn vader Abraham Bloemaert en studeerde samen met zijn vader, zijn broers Hendrick en Adriaen en zijn vaders leerling, Gerard van Honthorst. Hoewel hij oorspronkelijk het schildersvak leerde, richtte hij zich voornamelijk op druktechniek, die hij leerde van Crispijn de Passe de Oude (I). In 1630 ging hij naar Parijs, alwaar hij onder andere gravures maakte voor Michel de Marolles' Temple des Muses. In 1633 vertrok hij naar Rome.
Zijn werk kan worden herkend aan de rijkheid van de kleuren en de zachtheud van de overgangen ertussen. Tot zijn leerlingen behoren Michel Natalis en Gilles Rousselet. Enkele van zijn beter bekende gravures zijn Annibale Carracci's De Heilige Familie, Pietro da Cortona's Aanbidding der Herders en Rubens' Meleager.
Volgens Houbraken reisde hij naar Rome om er afdrukken te maken van vele Italiaanse schilderijen. Hij was hierin zo succesvol dat hij er verbleef totdat hem het woord bereikte dat zijn vader hem nog eenmaal wilde zien alvorens hij zou sterven. Hij stelde zijn terugkeer echter zo lang uit dat zijn vader overleed waarop hij in Rome bleef totdat hij er zelf stierf. Hij was lid van de Bentvueghels met de bentnaam "Winter".
- Auckland Art Gallery Toi o Tāmaki: 6337
- Art Gallery of South Australia: 9323
- Biblioteca Nacional de España: XX1524740
- Bibliothèque nationale de France: cb14969914v (data)
- Biografisch Portaal: 62308154
- Catàleg d'autoritats de noms i títols de Catalunya: 981058529903506706
- Stuttgart Database of Scientific Illustrators 1450–1950: 856
- Gemeinsame Normdatei: 119176629
- International Standard Name Identifier: 0000 0001 1748 8098
- KulturNav: 625da85b-ffa5-4feb-b41d-f5555407a627
- Library of Congress Control Number: n2001061185
- Nationale Bibliotheek van Tsjechië: ola2012708230
- Nationale en Universitaire bibliotheek Zagreb: 000507235
- Nederlandse Thesaurus van Auteursnamen: 340944722
- Réseau des bibliothèques de Suisse occidentale: 02-A016353750
- RKD-Nederlands Instituut voor Kunstgeschiedenis: 9122
- Système universitaire de documentation: 078635241
- Museum of New Zealand Te Papa Tongarewa: 33472
- Union List of Artist Names: 500001977
- Virtual International Authority File: 19953181
- WorldCat: E39PBJB8p7WmfRQBwDPJYJ3qQq